# Busuanga (ville)
Busuanga est une ville de 3e classe de la province de Palawan aux Philippines. Selon le recensement de 2015 elle compte 22 046 habitants.

## Barangays
Bataraza est divisée en 16 barangays.

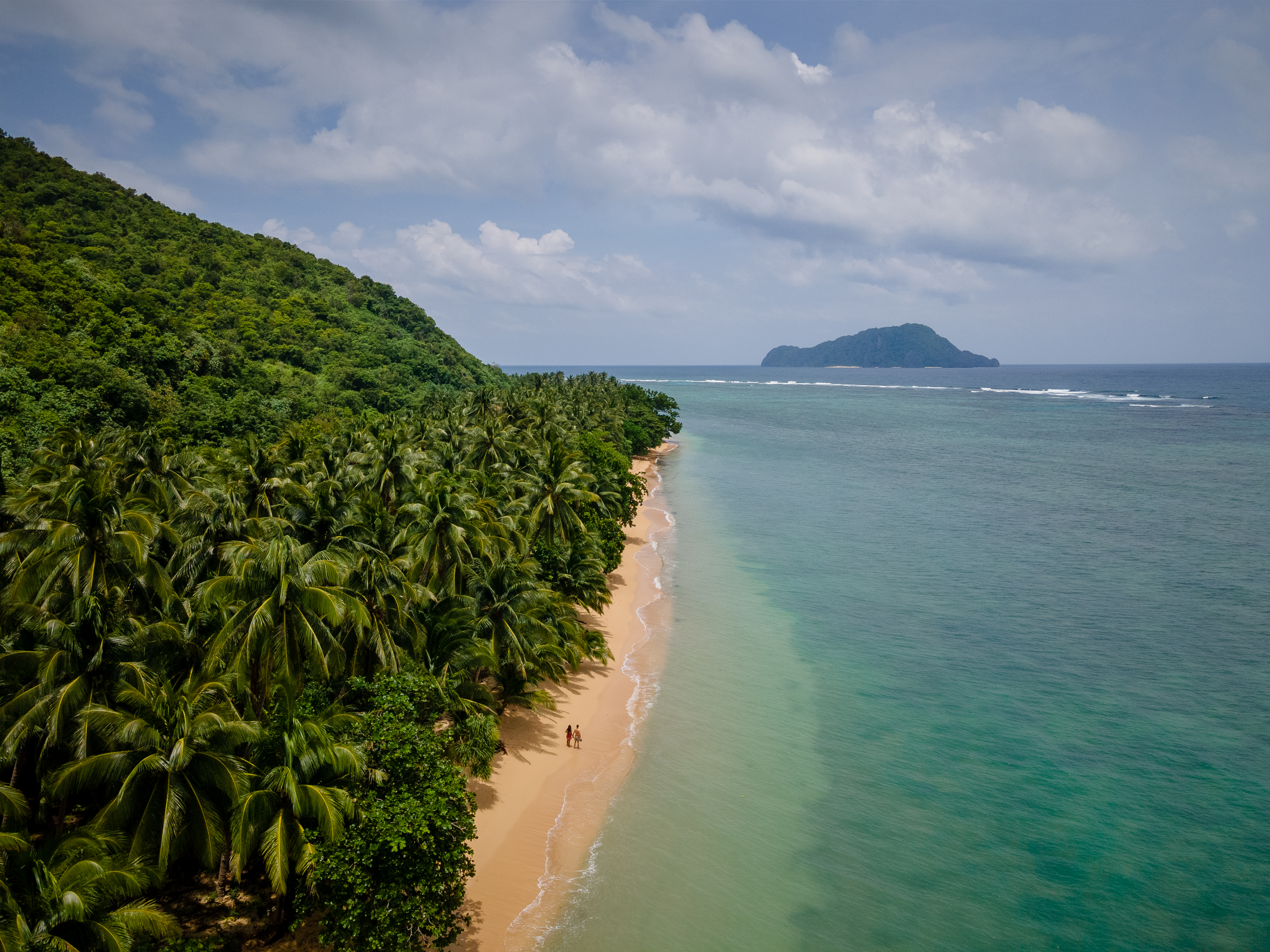
Plage de Cambaya sur l'île de Busuanga

- Bogtong
- Buluang
- Cheey
- Concepcion
- Maglalambay
- New Busuanga
- New Quezon
- Old Busuanga
- Panlaitan
- Sagrada
- Salvacion
- San Isidro
- San Rafael
- Santo Niño
- Burabod
- Halsey

## Démographie
| Année | Habitants | Évolution |
| ----- | --------- | --------- |
| 1970  | 5 905     | -         |
| 1975  | 6 934     | 3,27 %    |
| 1980  | 10 348    | 8,33 %    |
| 1990  | 11 007    | 0,62 %    |
| 1995  | 15 843    | 7,06 %    |
| 2000  | 16 287    | 0,59 %    |
| 2007  | 19 066    | 2,20 %    |
| 2010  | 21 358    | 4,22 %    |
| 2015  | 22 046    | 0,61 %    |